# Dyskryminacja instytucjonalna
Dyskryminacja instytucjonalna – dyskryminacyjne traktowanie jednostki lub grupy osób przez instytucje poprzez nierówne traktowanie członków grup podrzędnych. Są to niesprawiedliwe i pośrednie formy dyskryminacji często zakorzenione w politykach, procedurach, prawach i celach instytucji. Dyskryminacja może dotyczyć takich przesłanek, jak płeć, kasta, rasa, pochodzenie etniczne, religia, niepełnosprawność czy status społeczno-ekonomiczny.

## Dyskryminacja strukturalna
Dyskryminacja strukturalna to forma dyskryminacji wynikająca z konkretnych polityk, procedur lub historycznych uwarunkowań, które prowadzą do systematycznego ograniczania szans określonych grup społecznych (np. ze względu na rasę, płeć, pochodzenie etniczne). Może być zamierzona lub niezamierzona, ale jej kluczową cechą jest to, że jest zakorzeniona w strukturach prawnych, organizacyjnych lub instytucjonalnych, a nie w indywidualnych uprzedzeniach.
W przeciwieństwie do dyskryminacji systemowej, która obejmuje cały system społeczny i kulturę, dyskryminacja strukturalna koncentruje się na konkretnych mechanizmach i zasadach działania instytucji lub ich skutkach historycznych, które mają nieproporcjonalnie negatywny wpływ na grupy mniejszościowe.
Podstawą są normy i (ukryte) zasady, które formalnie obowiązują wszystkie grupy społeczne jednakowo. Dochodzi jednak do dyskryminacji strukturalnej, gdy ich praktyczne stosowanie – poprzez określone postawy lub działania – powoduje, że niektóre podgrupy społeczne doświadczają znacząco gorszego traktowania.
Rozróżnienie między dyskryminacją strukturalną a instytucjonalną w literaturze nie jest jednoznaczne. Niektórzy autorzy określają pośrednie formy dyskryminacji mianem strukturalnych. Według Gomolli dyskryminacja strukturalna (w przeciwieństwie do instytucjonalnej) oznacza „historyczne i społeczno-strukturalne nagromadzenie dyskryminacji, które nie może być już jednoznacznie przypisane konkretnym instytucjom” Dyskryminacja strukturalna często występuje w sposób ukryty i – podobnie jak dyskryminacja instytucjonalna – jest początkowo często nieuświadamiana przez uczestników, w tym także przez osoby dotknięte, ponieważ struktury społeczne uznawane są za oczywiste.
Według badania Berlińskiego Instytutu Badań Empirycznych nad Integracją i Migracją skutki dyskryminacji strukturalnej są dla osób nią dotkniętych w dłuższej perspektywie często znacznie poważniejsze niż skutki sytuacyjnej dyskryminacji indywidualnej, ponieważ występuje ona systematycznie i w kilku obszarach życia jednocześnie, a osoby dotknięte nie mają możliwości uniknięcia dyskryminujących struktur.

## Rasizm instytucjonalny
Rasizm instytucjonalny (znany również jako rasizm systemowy) to forma dyskryminacji instytucjonalnej odnosząca się do rasy, uznawana za rodzaj rasizmu zakorzenionego jako normalna praktyka w ramach instytucji. Może prowadzić do takich problemów jak dyskryminacja w wymiarze sprawiedliwości, zatrudnieniu, mieszkalnictwie, opiece zdrowotnej, dostępie do władzy politycznej oraz edukacji, a także w innych obszarach.
Termin rasizm instytucjonalny został po raz pierwszy użyty w 1967 roku przez Stokely’ego Carmichaela i Charlesa V. Hamiltona w książce Black Power: The Politics of Liberation. Carmichael i Hamilton napisali, że podczas gdy rasizm indywidualny jest często rozpoznawalny ze względu na swój jawny charakter, rasizm instytucjonalny jest mniej dostrzegalny z powodu swojej „mniej jawnej, znacznie subtelniejszej” natury. Rasizm instytucjonalny „wywodzi się z działania uznanych i szanowanych sił w społeczeństwie, a zatem spotyka się z o wiele mniejszym potępieniem publicznym niż [rasizm indywidualny]”.
Psycholożka Ute Osterkamp zauważa w odniesieniu do rasizmu, „że rasistowskie sposoby myślenia i działania nie są kwestią osobistych postaw jednostek, lecz są zakorzenione w organizacji współżycia społecznego, które systematycznie uprzywilejowuje członków własnej grupy względem osób spoza niej”.